# Kentarō Satō
Pour le mangaka, voir Kentarō Satō (auteur).
Pour le sportif, voir Kentarō Satō (athlétisme).
 (mai 2015).
Si vous disposez d'ouvrages ou d'articles de référence ou si vous connaissez des sites web de qualité traitant du thème abordé ici, merci de compléter l'article en donnant les références utiles à sa vérifiabilité et en les liant à la section « Notes et références ».
Kentarō Satō (佐藤 賢太郎, Satō Kentarō, né le 12 mai 1981) à Hamamatsu est un compositeur et chef d'orchestre japonais et américain. 

## Œuvres

### Musique pour jeux vidéos
- Medal of Honor: European Assault (orchestration), Electronic Arts
- Tom Clancy's Ghost Recon Advanced Warfighter (orchestration), Ubisoft
- Tom Clancy's Ghost Recon Advanced Warfighter 2 (orchestration), Ubisoft
- Avalon Code Title Song Deep Forest  (arrangement), Matrix Software
- Dissidia 012 Final Fantasy (orchestration et paroles), Square Enix
- Final Fantasy Type-0 (musique additionnelle, orchestration et texte), Square Enix
- Final Fantasy Type-0 HD (musique additionnelle, orchestration et texte), Square Enix
- Final Fantasy Agito (Additional Music Arrangement and Lyrics), Square Enix
- Israel "Iz" Kamakawiwoʻole (orchestration)

### Musique symphonique
- Peter Pan

1. The Boy Who Won’t Grow Up / The Peter Pan’s Fanfare
2. Wendy’s Kiss
3. Tinker Bell / Flying to the Neverland
4. Pirates of the Jolly Roger
5. The Lost Boys
6. Cinderella, Wendy's Story
7. The Mermaids' Lagoon
8. The Never Bird
9. Dance of the Native Warriors
10. Memory of Mother
11. Hook or Me, This Time!
12. Return Home

- Wings of Dreams
- The Wind of Grassland
- Christmas Overture
- Redlands Overture
- Star Ocean Overture
- Freedom Overture
- A Gift from the Ocean
- Going Home with You
- The Great Voyages of Captain Little

### Chœurs
- Missa pro Pace (Mass for Peace), SATB divisi

1. Kyrie
2. Sanctus
3. Agnus Dei

- Phoenix, SATB

1. Locus Felix (The Happy Place)
2. Avis Phoenix (Phoenix, the Bird)
3. Mors et Resurrectio Phoenicis (Death and Resurrection of the Phoenix)
4. Carmen Phoenici (Song to the Phoenix)

- Requiem Pacis (Requiem of Peace), SATB

1. Requiem Aeternam et Kyrie
2. Sanctus
3. Agnus Dei et Lux Aeterna
4. Subvenite
5. In Paradisum

- Te Deum, SATB

1. Te Deum Laudamus
2. Te Gloriosus
3. Tu Rex Gloriae
4. Te Ergo Quaesmus
5. Salvum Fac

- Veni Sancte Spiritus, SMA

1. Veni et Emite
2. Consolator Optime
3. O Lux Beatissima (a cappella)
4. Da Tuis Fidelibus

- Missa Trinitas, SSA

1. Kyrie
2. Gloria
3. Sanctus
4. Benedictus
5. Agnus Dei

- Cantata Amoris (Cantata of Love), SATB

1. Sectamini Caritatem
2. Diligamus Invicem
3. Nihil Sum
4. Deus Caritas Est

- Arbor Mundi (World Tree|世界樹), TTBB

1. Expergisci (Awakening|目覚め)
2. Strepitus Candidi (White Noises|白いざわめき)
3. Hasta Fulminea (Spear of Lightning|光の槍)
4. Carmen Imbris (Song of Rain|雨の歌)
5. Sensus (A Sensation|思い)
6. Carmen Arboris Mundi (World Tree Song|世界樹の歌)

- Fabulae Persei (Tales of Perseus|ペルセウス物語), TTBB

1. Perseus Iuvenis (The Young Perseus|若きペルセウス)
2. Eius Die Natali (On His Birthday|誕生日に)
3. Typhon (Typhon|テュポーン)
4. Imprecatio (The Curse|呪い)
5. Epistula Andromedae (Andromeda's Letter|アンドロメダの手紙)
6. Arma Deorum (Arms from the Gods|神々の武具)
7. Medusa (Medusa|メドゥーサ)
8. Pegasus, Equus Ales (Pegasus, a Whinged Horse|天馬ペガサス)
9. Proelium cum Typhone (Battle with Typhon|テュポーンとの戦い)
10. Perseus Heros (The Hero Perseus|英雄ペルセウス)

- Laetentur Caeli (Let the Heavens be Glad), SATB

1. Laetitia
2. Misericordia
3. Iustitia

- Three Love Song set, SATB

1. Love in the Sky
2. Love in Bloom
3. Love on Fire

- In Laude Iesu, SATB

1. Ne Timeas, Maria
2. Lux Fulgebit
3. Ave Verum Corpus
4. O Filii et Filiae

- Ireland, a little bit of Heaven, SATB

1. An Irish Lullaby
2. Who Threw the Overalls in Mistress Murphy's Chowder
3. The Kerry Dance
4. Danny Boy

- Uta'ngoe-wa Kawarazu (Singing Unchanged|歌声は変わらず), SATB

1. Uta-nga Kikoeru (I Hear a Song|歌が聞こえる)
2. Ano Koro (Those days|あの頃)
3. Kyo-mo Dokokade(Somewhere　|今日もどこかで)

- Ako'ngare-to Tomoni (With Adoration|憧れと共に), TTBB/SATB

1. Uta-ni Ako'ngarete (Falling in Love with Singing|歌に憧れて)
2. On'ngaku-ni Na'tte (Music Coming to Be|音楽になって)
3. Ke'tsui(Determination|決意)
4. Boku-nga Utau Wake(Why I Sing|僕が歌う理由<わけ>)

- Kisetsu-no Shiori (Bookmarks of Four Seasons|季節のしおり), SATB

1. Haru-no Ashioto (Spring's Footsteps|春の足音)
2. Natsu-no Enongu (Summer's Paints|夏の絵具)
3. Aki-no Kangee(Autumn's Shadow Pictures|秋の影絵)
4. Huyu-no Ibuki (Winter's Breath|冬の息吹)

- Umingame-no Uta (Sea Turtle Songs|ウミガメの唄), SA&SATB

1. Shiroi Kibo(White Hopes|白い希望)
2. Yozora-no Tsubuyaki (Whispers of the Night Sky|夜空のつぶやき)
3. Tsukiyo-no Tabidachi(Departure in the Moonlit Night|月夜の旅立ち)
4. Shiroi Kiseki (White Miracle|白い奇跡)

- Bungaku-e (To Literature|文学へ), SMA

1. Asa-no Hujidana (|朝の藤棚)
2. Bozu (|ぼうず)
3. Tabi-ni(|旅に)
4. Kimi-ga Mita Sora (|君が見た空)

- Hajimariwa Itsumo(Always Start Anew|はじまりは、いつも), SA

1. Sorano Staatorain (A Starting Line on the Sky|空のスタートライン)
2. Mata, Ashita (Tomorrow Again|また、あした)
3. Dekita! (I Did it!|できた！)

- Kokoro-no Umi-e (An Ocean Within|こころの海へ), SA

1. Aozora-no Kujira (A Whale in the Blue Sky|青空のクジラ)
2. Yumemiru Kurage (A Dreaming Jellyfish|夢見るクラゲ)
3. Yuki-no Kaze-wo (Winds of Courage|勇気の風を)

- Boku-no Kioku-no Dokokani (Somewhere in My Memory|僕の記憶のどこかに), SATB/SA/SAB

1. Haru-no Ogawa (A Spring's Stream|春の小川)
2. Ware-wa Uminoko (A Child of the Ocean|われは海の子)
3. Mushi-no Koe (Bugs' Chorus in Autumn|虫の声)
4. Yuki-no Omoide (Memory of Snow|雪の思い出)

- Yozora-no Kioku-no Dokokani (|夜空の記憶のどこかに), SA

1. Hoshi-wa Nani-wo (|星は何を)
2. Tanabata-no Omoi (|七夕の想い)
3. Hanabi-to Tsuki-to (|花火と月と)
4. Oborozukiyo-no Namida (|朧月夜の涙)

- Ave Maria in C, SATB
- Ave Maria in F, SSA
- Ave Regina Caerolum, SSA
- Ave Maris Stella, SATB
- Carmen Laetitiae (Song of Joy), SSA
- O Sacrum Convivium, SATB
- Nascatur Pax (Let Peace be Born), SATB
- Ortus Carminis (Arising of Song), SATB
- How Do I Love You?, SATB
- Tween Dusk and Dreams, SATB
- Newborn Joy (Angels We Have Heard on High), SATB
- Sweet Days, SATB/TTBB
- Little Star of Bethlehem, SATB
- Then Christmas Comes, TB
- Whispered Secrets, SATB
- Innocence, SATB
- Fanfare for Tomorrow, SATB
- Love's Philosophy, SATB
- Prends Cette Rose (Receive This Rose), SATB
- Wakaba-no Omoi (|若葉の想い), SATB/SMA
- Omoide-wo Hiraite (Opening Our Memories|思い出をひらいて), SA&SATB
- Kasanaru Koe-ni (|かさなる声に), SATB/SMA/TBB
- Chorus! (Korasu!|コーラス！), SATB
- Ima (This Moment|いま), SAB
- Engao-no Maho (Magic of Smile|笑顔の魔法), SATB
- Tsunangari (Connection|つながり), SA, SSAA, TTBB, SAB/SATB
- Mae-e (Forward|前へ), SA, SSAA, TTBB, SAB/SATB
- Forever Forward, SATB
- Teppen-eno Michi (The Road|天辺への道|), SATB
- Saijyo Sakezukuri-uta Imayo (|西条酒造り歌今様|), SATB
- O Christmas Tree, TTBB
- Silent Noon, SATB
- Nbaba Rabusongu (Nbaba Love Song|んばば・ラブソング), SA
- Tenohira-wo Taiyo-ni (手のひらを太陽に), SA
- Anpanman-no March (アンパンマンのマーチ), SA

## Discographie
- 2010 : Maria Mater, NB Musica
- 2010 : Kantika Sakra, NB Musica
- 2008 : Film Design Box 4, Symphonic Tale of Peter Pan, Fontana Music Library
- 2007 : Then Christmas Comes, Brethren Group